# Цахиагийн Элбэгдорж
Цахиагийн Элбэгдорж (монг. Цахиагийн Элбэгдорж?, ᠴᠠᠬᠢᠭ᠎ᠠ ᠶᠢᠨ 
ᠡᠯᠪᠡᠭᠳᠣᠷᠵᠢ?, [t͡sʰaxiaˈgiːŋ eɮpegˈtɔrt͡ʃ], 30 марта 1963, Зэрэг, Кобдоский аймак, МНР) — монгольский государственный и политический деятель, президент Монголии с 18 июня 2009 года по 10 июля 2017 года. Один из лидеров мирной демократической революции 1990 года, прекратившей почти 75-летнее правление МНРП. Дважды занимал должность премьер-министра Монголии, один раз — вице-спикера Великого государственного хурала, один раз — лидера парламентского большинства, и трижды избирался депутатом в Великий государственный хурал. Известен своими либеральными взглядами.
28 августа 2008 года после поражения партии на выборах и последовавших затем беспорядков в Улан-Баторе ушёл в отставку с поста лидера Демократической партии. Его сменил Норовын Алтанхуяг.
Женат, имеет 25 детей, 20 из которых — приёмные.

## Молодость, образование
По национальности захчин. Младший из 8 сыновей пастуха. Окончил 8-классную школу в сомоне Зэрэг (Ховд, запад Монголии). Когда ему исполнилось 16 лет, вся семья переехала в Эрдэнэт, где он окончил городскую среднюю школу № 1 в 1981 году.
После школы в ожидании призыва в армию в течение года работал на горнодобывающем предприятии в Эрдэнэте. В 1982—1983 гг. находился на годичной срочной военной службе. В это время написал несколько стихотворений, опубликованных в центральной армейской газете «Улаан Од» (с монг. — «Красная Звезда»). Благодаря этим стихотворениям после собеседования в Главном политическом управлении Монгольской народной армии он получил направление во Львовское высшее военно-политическое училище, где обучался по специальности «военная журналистика» (окончил в 1988 г.). Следующие два года работал журналистом в газете «Улаан Од».

## Мирная революция 1990 года
Во время учёбы в СССР на Элбэгдоржа оказала влияние политика перестройки и гласности, проводившаяся тогда в СССР. Вернувшись в Монголию, он как журналист имел широкую аудиторию и воспользовался этим, чтобы пропагандировать идеи перестройки и гласности среди монгольских читателей, а также на встречах с заинтересованными лицами.
Утром 10 декабря 1989 состоялась первая открытая демонстрация перед Дворцом молодёжи в Улан-Баторе в поддержку демократических идей. На митинге Элбэгдорж объявил о создании Монгольского демократического союза. В течение нескольких месяцев активисты продолжали организовывать демонстрации, голодовки, забастовки учителей и рабочих. Поддержка их идей росла как в столице, так и среди сельского населения.
Политбюро МНРП, состоявшее в основном из престарелых политиков, не сумело справиться с ситуацией и пошло на переговоры с лидерами демократического движения. В начале 1990 г. премьер-министр Монголии Жамбын Батмунх распустил Политбюро МНРП и ушёл в отставку, после чего в Монголии были объявлены первые многопартийные выборы. Хотя МНРП сохранила большинство в парламенте, реформы были продолжены, а 12 февраля 1992 г. была принята новая конституция, закрепившая переход Монголии к принципам свободного рынка.

## Деятельность в бизнесе и СМИ
Элбэгдорж основал первую монгольскую независимую газету «Демократия» и был её главным редактором в 1990 г. За усилия по установлению свободы печати в Монголии он получил «Звезду свободы прессы» от Ассоциации монгольских журналистов в 2000 г.
Элбэгдорж основал Ассоциацию предпринимателей Монголии, которая помогла осуществить приватизацию скота пастухами, а также возвратить собственность, ранее утраченную в ходе коллективизации. После приватизации поголовье скота в Монголии возросло до более чем 30 млн голов к концу 1990-х гг., однако вновь упало после серии суровых зим. При социализме поголовье никогда не превышало 25 млн, так как государство осуществляло политику ограничения избыточного перевыпаса, однако в постсоциалистическое время прирост поголовья скота принял угрожающие для экологии страны стихийные размеры.
Элбэгдорж участвовал в создании первого независимого телеканала Eagle TV в 1994 г. Канал принадлежал Mongolian Broadcasting Company (MBC, в настоящее время принадлежит Eagle Broadcasting Company), совместному предприятию, основанному американской христианской миссионерской организацией AMONG Foundation и Mongolia Media Corporation (MMC).

## Политическая карьера
Элбэгдорж избирался депутатом Великого государственного хурала трижды с 1990 по 2000 г. Он активно участвовал в подготовке и составлении новой Конституции Монголии, где гарантировалась защита прав человека, приверженность принципам демократии и рыночной экономики.
В должности председателя государственной комиссии по реабилитации Элбэгдорж стал инициатором государственного извинения перед жертвами и семьями более чем 37000 людей, репрессированных или убитых в годы правления МНРП по политическим мотивам. Он играл ключевую роль в принятии «Закона о реабилитации».
После победы демократической коалиции на выборах 1996 г. он возглавлял парламентское большинство в 1996—2000 и был вице-спикером в 1996—1998.

### Премьер-министр: первый срок
В 1998 г. была отменена статья конституции, запрещавшая депутатам парламента занимать посты в правительстве. 23 апреля 1998 г. Элбэгдорж стал самым молодым премьер-министром Монголии за последние полвека. Довольно быстро его репутация оказалась подмочена из-за продажи государственного «Банка реконструкции» частному «Голомт Банк», и уже через два месяца после вступления в должность он утратил поддержку Хурала. Однако, поскольку Хурал сразу не смог сформировать новое правительство, он оставался в должности до 9 декабря. Всё это время президент накладывал вето на многие предложения его партии.
Его преемником стал Жанлавын Наранцацралт, бывший мэр Улан-Батора.

### Второе высшее образование
Уйдя в отставку, он около года обучался в Экономическом институте Университета Колорадо (г. Боулдер), где получил диплом в 2001 году. В 2002 получил степень магистра бизнес-управления в Правительственной школе им. Дж. Кеннеди Гарвардского университета.

### Премьер-министр: второй срок

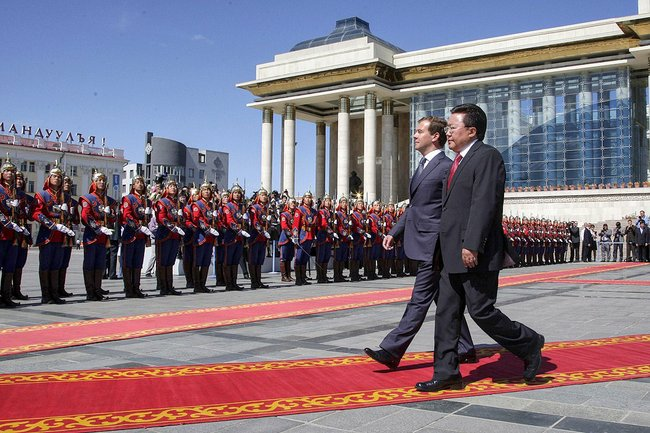
Элбэгдорж c российским президентом Дмитрием Медведевым в Улан-Баторе во время государственного визита в Монголию 25 августа 2009

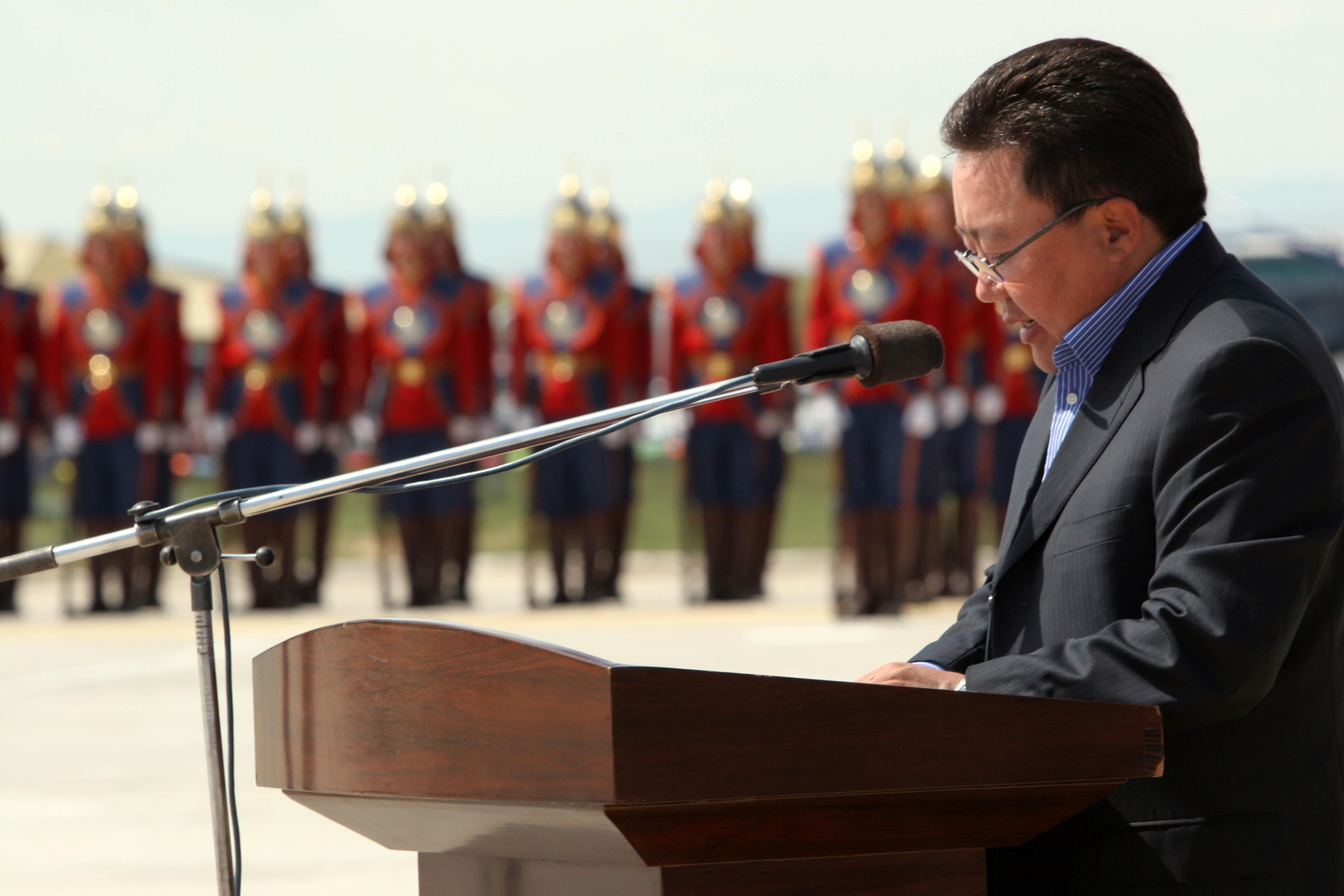
Цахиагийн Элбэгдорж произносит речь

20 августа 2004 Элбэгдорж во второй раз был назначен премьер-министром, сформировав коалиционное правительство представителей демократических партий и МНРП, поскольку парламентские выборы не принесли однозначной победы ни одной из сторон.
В августе 2005 он снял свою кандидатуру на выборах депутата от Улан-Батора в связи с угрозами МНРП выйти из коалиции. В результате депутатом стал мэр Улан-Батора Миеэгомбын Энхболд.
Энхболд объявил, что задачей правительства будет борьба с коррупцией и бедностью.
Несмотря на коалиционное соглашение, МНРП отозвала своих министров из кабинета 13 января 2006 г., в результате чего в отставку ушёл и сам Элбэгдорж. МНРП удалось сформировать новое правительство с участием перебежчиков из демократической коалиции. Новым премьер-министром стал Энхболд. Эти события вызвали демонстрации протеста, участники которых обвиняли высокопоставленных членов МНРП в коррупции.

### Цели и результаты
Элбегдоржу удалось законодательно закрепить в Монголии свободу прессы и публичных демонстраций. Во время его нахождения у власти государственные газеты, телевидение и радиостанции были преобразованы в формально независимые организации с меньшим контролем со стороны государства.
Он стремился к снижению безработицы, поддерживая техникумы и специализированные профессии, обеспечивая населению дешёвые компьютеры и доступ в Интернет. Он пытался стимулировать бизнес путём снижения административных расходов, отмены многих обязательных лицензий и импортных пошлин на ряд ключевых категорий продуктов. При нём Монголия  была принята в систему Европейского союза GSP+, которая позволяет монгольским экспортерам платить более низкие таможенные пошлины при экспорте в Европейский союз.

### Международные отношения
Элбэгдорж поддерживал предоставление убежища беженцам из Северной Кореи, которые прибывали в Монголию через Китай. Многие из них после этого отправлялись в Южную Корею.
Элбэгдорж согласился отправить монгольский контингент в Ирак в 2005.
В 2005 он также поддержал международные требования выпустить из заключения бирманскую оппозиционную активистку Аун Сан Су Чжи и ряд других депутатов мьянманского парламента.

### Президентские выборы 2009

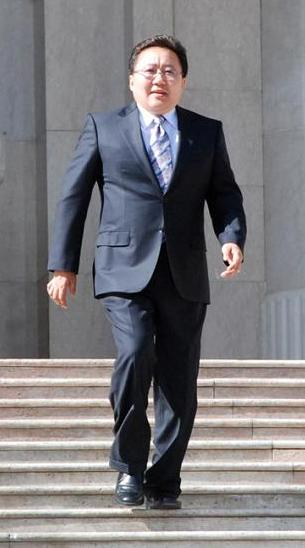
Цахиагийн Элбэгдорж спускается по лестнице

На президентских выборах 24 мая 2009 года Элбэгдорж набрал 51,24 % голосов и победил действующего президента Монголии Намбарына Энхбаяра. До этого, со времени провозглашения республики (1924 год), высшими руководителями страны были представители только Монгольской народно-революционной партии.

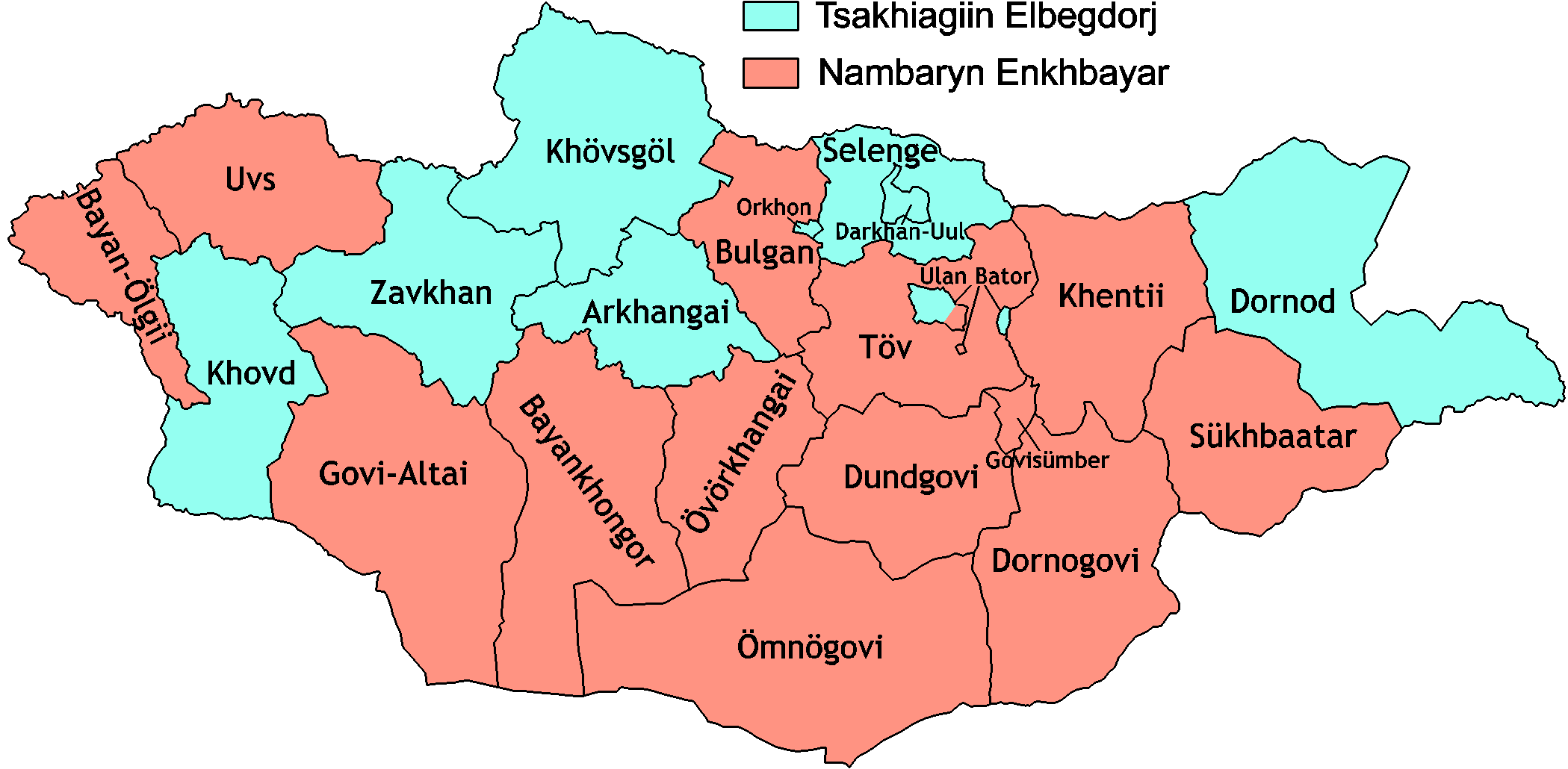
Результаты президентских выборов по аймакам и столице Монголии

## Деятельность в неправительственных организациях
Элбэгдорж — постоянный член правления монгольского фонда «Молодой лидер» с 1992 г, а также член правления Монгольской академии политического образования с 1993 г. В 2000 г. он основал «Монгольский центр свободы» — неправительственную организацию по защите прав человека, свободы мысли и образования.
Кроме того, Элбэгдорж принимал участие в ряде международных организаций и акций, в том числе под эгидой ООН. Он часто читает лекции в университетах и других публичных учреждениях Монголии и за рубежом.

## Награды
- Орден князя Ярослава Мудрого I ст. (Украина, 29 июня 2011 года) — за выдающийся личный вклад в укрепление украинско-монгольских межгосударственных отношений[10].
- Почётный доктор Академии сухопутных войск имени гетмана Петра Сагайдачного (Украина, июнь 2011)[11].

## Интересные факты
Цахиагийн Элбэгдорж является давним и страстным болельщиком миланского «Интера»

## Избранные публикации
- Tsakhiagiin Elbegdorj Footstep of the Truth Is White, Ulaanbaatar 2000
- Tsakhiagiin Elbegdorj The Years of Bearing Weight, Ulaanbaatar 2000
- Tsakhiagiin Elbegdorj Mongolia: Moving Mountains, Washington Post, November 21, 2005.

### Биографические источники
- Mongolia names new prime minister BBC News, 20 августа, 2004

(About Democratic Coalition won 36 out of 76 seats in parliament and the power sharing agreement, Elbegdorj becomes Prime Minister)
- James Brooke For Mongolians, E Is for English, F Is for Future New York Times, 15 февраля, 2005 (Article on Elbegdorj’s government changed second language from Russian into English)
- Elbegdorj speaks on Mongolia’s transition to capitalism Hoover Institution, 20 мая, 2003
- Mongolia elects new leader Bellwether Forum, 6 сентября, 2004
- Matthew Davis Voting Mongolia, World View Magazine Online, Volume 17, Number 4, Fall 2004 (Story on Elbegdorj’s party campaigning and Mongolians' voting in 2004)
- It is time to act on Burma, Alternative ASEAN Network on Burma, 13 июня, 2004
- To move or not to move? (Interview about Elbegdorj’s initiation of Karakorum development), UB Post, 14 февраля, 2005
- Mongolian daily newspapers, newspapers in Mongolian language, Ulaanbaatar, Mongolia, 1990—2006
- Daily News of Mongolia, Ulaanbaatar, Mongolia, 1993—2006
- Mongolia ready for protests over political crisis Reuters, 15 января, 2006

### Выступления, интервью
- James Brooke Mongolian PM evolves from journalist to statesman, (About Elbegdorj) New York Times, Page 5, 26 декабря, 2004,
- Stuart Frohm Mongol Khan-Quest, Mackinac Center for Public Policy, 15 сентября, 2004
- Mongolian Prime Minister’s remarks, Bellwether Forum, 9 сентября, 2004
- Peter & Helen Evans One Year Toward Freedom — part 1, part 2, part 3, part 4, (Interview with Elbegdorj), Renew America, March/April, 2004
- Letter from President Bush to Prime Minister Elbegdorj, Mongolia Web, December 2005
- Communism to Democracy: Lessons from Mongolia on the Eve of the Election Campaign (Elbegdorj’s talk), Heritage Foundation, 30 мая, 2003 Webcast of the talk

### Смена правительства в 2006
- Lulu Zhou Mongolian PM Out of Office Harvard’s Crimson — Harvard University’s daily newspaper, 20 января, 2006
- Mongolians gather for large, snowy protest Архивная копия от 28 марта 2006 на Wayback Machine, Reuters, 24 января, 2006
- John J. Tkacik, Jr. Stumble on the Steppes Архивная копия от 28 сентября 2008 на Wayback Machine, the Heritage Foundation’s Press Room, 21 января, 2006
- Mongolia thrown into turmoil after PM is forced out AFP, 15 января, 2006
- Sumya Bazar Unrest in Mongolia as coalition govt disintegrates Mail and Guardian, 12 января, 2006

### Организации
- Liberty Center A Mongolian non-government organization founded by Elbegdorj.
- Henry Jackson Society British think tank of which Elbegdorj is a patron.